# Rudi Stohl
Rudolf „Rudi“ Stohl (* 21. dubna 1947 Vídeň) je rakouský rallyový jezdec.
Přestože závodil jako tovární jezdec Audi pouze v jediné soutěži, získal řadu umístění na stupních vítězů v závodech mistrovství světa v rally. Do roku 2002 se pravidelně účastnil Safari Rally, stejně jako Hong Kong-Beijing Rally (v důchodu) a China Rally. 

## Motorsport

### Začátky
Po ukončení školy se Stohl vyučil automechanikem, který ukončil tovaryšskou zkouškou a později se vyučil automechanikem.
Až když Rudi Stohl ve firmě Austro-Fiat přestavěl civilní vůz na závodní speciál pro jednoho zákazníka, „nakazil“ se chorobou motorsportu.
V roce 1969 uskutečnil Rudi své první pokusy v rallyr s poškozeným Moskvičem, který se mu podařilo levně koupit a ihned předělat na soutěžní vůz. Poté, co si uvědomil, že s tímto vozem neuspěje, zkusil vozy Fiatu nebo Porsche a to i na horkém sedadle navigátora. Jeho vlastní starty byly často poznamenány divokou jízdou či dokonce převrácením, ale ze všech vyvázl téměř bez zranění.
V roce 1972 se odhodlal k novému začátku, když se poprvé zúčastnil mistrovství světa (tehdy Mezinárodní pohár konstruktérů v rally) na Acropolis Rally. Už zde si Stohl musel uvědomit, že bez výrazné finanční podpory od silných sponzorů to nepůjde.

### Nový začátek v extrémních rally
Rudi Stohl pak přešel do extrémních rallye, protože zde viděl lepší příležitosti. To však znamenalo, že Rudi a jeho příslušní spolujezdci často zastávali dvě funkce současně kvůli skromnému rozpočtu: funkci řidiče a funkci mechanika.
Přesto se Rudi Stohl mohl těšit z počátečních úspěchů. V roce 1980, ve věku 33 let, Stohl dokázal odvézt domů působivé páté místo v první Himálajské rally . V roce 1982 dokázal tento úspěch překonat celkovým druhým místem opět v Himálajské Rally (spolujezdec Reinhard Kaufmann). Občas byl dokonce ve vedení, ale musel nechat předjet Keňana Shawa, který řídil tovární vůz Datsun. V roce 1982 Rudi Stohl a jeho spolujezdec Reinhard Kaufmann jako první Rakušané dokončili Safari Rally v Keni (celkově 12. místo). Na začátku 80. let byla jeho spolupracovnicí Gabi Husar, která se později stala první ženou, která vyhrála závod rakouského mistrovství.
Vlivného přítele našel v Peteru Kleinovi z ORF, který vymyslel vymyšlené slovo „soukromý jezdec“, neboť v rallye existují pouze termíny tým, první jezdec a druhý jezdec (kopilot nebo navigátor).
Rudi Stohl dosáhl svého prvního velkého úspěchu v roce 1983 se svým renomovaným týmovým partnerem Franzem Wurzem . S vozem Audi 80 oba vyhráli skupinu „A“ vArgentinské rallye . O to pozoruhodnější bylo, že se jednalo o první vítězství Audi 80 ve skupině A v podniku mistrovství světa. V celkové klasifikaci to znamenalo 6. místo.
Od roku 1985 jezdil Rudi Stohl výhradně v různých modelech Audi ve všech možných soutěžích. Ve 34 Safari Rally od 29. března do 1. dubna 1986 startoval Stohl poprvé (a naposledy) jako tovární jezdec Audi , ale po poruše motoru odstoupil. 
Dalšího úspěchu dosáhl Rudi až v roce 1990 druhým místem v Rally Pobřeží slonoviny, opět v rámci MS. V následujících letech, od roku 1991 do roku 1997, získal body v mnoha podnicích MS: Pobřeží slonoviny (třetí místo v roce 1991), Argentina (páté místo), Acropolis Rally (1995 druhé místo) a Čínská Rally (čtvrté místo, 1997).

### Síň slávy
Největšími milníky v kariéře Rudiho Stohla jsou titul vicemistra světa v roce 1986 ve skupině „A“ a ocenění „Rakouského automobilového sportovce roku 1986“.
K dosažení skutečně velkého mezinárodního průlomu chybělo Stohlovi místo v továrním týmu. Pro srovnání, tovární tým spotřebuje na jednu rally více než dvojnásobek ročního rozpočtu běžného jezdce. Navíc pouze tovární týmy jsou vybaveny nejlepšími díly pro závodní vozy.

## Soukromí
Rudi Stohl byl ženatý a se svou tehdejší manželkou Elfriede měl syna Manfreda, který začal závodit v roce 1990 a je také úspěšným jezdcem rallye.